# Sistel·lògnats
Els sistel·lògnats (Systellognatha) són un infraordre d'insectes de l'ordre dels plecòpters. Igual que la resta de plecòpters, els sistel·lògnats conserven molts caràcters morfològics primitius. La mandíbula dels exemplars adults és feble, cosa que els impedeix consumir aliment sòlid. Tanmateix, poden menjar aliment líquid o nèctar. Això fa que tinguin una longevitat bastant curta. També tenen les paraglosses labials grans i les glosses petites.